# Eugenia churutensis
Eugenia churutensis là một loài thực vật có hoa trong Họ Đào kim nương. Loài này được Cornejo mô tả khoa học đầu tiên năm 2005.